# Coelophysis
Coelophysis som betyder "hule form "i forhold til sin hule knogler (græsk κοιλος / koilos betyder 'hule' og φυσις / physis betyder 'form'), er en af de tidligst kendte slægter af dinosaurus. Det var en lille, kødædende biped, der levede i Sen Trias i det sydvestlige USA, med spredte materiale, der repræsenterer ligner dyr Coelophysis findes over hele verden i nogle Sen Trias og Tidlig Jura formationer. 
Den type arter C. bauri, blev beskrevet af Edward Drinker Cope i 1889. 